# Liga Campionilor EHF Feminin 2023-2024 - fazele eliminatorii
Fazele eliminatorii ale Ligii Campionilor EHF Feminin 2023–24 au început pe 16 martie și s-au terminat pe 2 iunie 2024, cu finala desfășurată în sala MVM Dome din Budapesta, Ungaria.
La această fază a competiției au luat parte 12 echipe calificate din faza grupelor.

## Format
În playoff, echipele clasate pe locurile 3–6 în grupele A și B au fost împerecheate conform regulamentului competiției și au disputat câte două meciuri fiecare, unul pe teren propriu și celălalt în deplasare. Cele patru câștigătoare ale acestor meciuri au avansat în sferturile de finală, unde s-au alăturat echipelor clasate pe locurile 1–2 în grupele A și B, calificate direct în această fază. Cele opt echipe au fost împerecheate conform regulamentului competiției și au jucat câte două meciuri fiecare, unul pe teren propriu și celălalt în deplasare. Cele patru câștigătoare ale sferturilor de finală s-au calificat în turneul Final four de la MVM Dome.

## Echipe calificate
În fazele eliminatorii au avansat din faza grupelor echipele clasate pe primele șase locuri în cele două grupe.
| Grupă | Calificate în sferturi | Calificate în sferturi | Calificate în playoff   | Calificate în playoff | Calificate în playoff | Calificate în playoff   |
| Grupă | Locul I                | Locul II               | Locul III               | Locul IV              | Locul V               | Locul VI                |
| ----- | ---------------------- | ---------------------- | ----------------------- | --------------------- | --------------------- | ----------------------- |
| A     | Győri Audi ETO KC      | Odense Håndbold        | Brest Bretagne Handball | CSM București         | DVSC Schaeffler       | SG BBM Bietigheim       |
| B     | Metz Handball          | Team Esbjerg           | Ikast Håndbold          | Vipers Kristiansand   | RK Krim Mercator      | FTC-Rail Cargo Hungaria |

## Playoff

### Tablou
| Echipa 1                | Scor gen. | Echipa 2                | Tur   | Retur |
| ----------------------- | --------- | ----------------------- | ----- | ----- |
| FTC-Rail Cargo Hungaria | 59 – 56   | Brest Bretagne Handball | 28–30 | 31–26 |
| SG BBM Bietigheim       | 60 – 58   | Ikast Håndbold          | 29–27 | 31–31 |
| RK Krim Mercator        | 48 – 60   | CSM București           | 24–30 | 24–30 |
| DVSC Schaeffler         | 55 – 56   | Vipers Kristiansand     | 28–29 | 27–27 |

### Partide
| 16 martie 2024 16:00 | FTC-Rail Cargo Hungaria | 28 – 30 | Brest Bretagne Handball | ÉRD Aréna, Érd Asistență: 1900 Arbitri: Brunner, Salah |
| 16 martie 2024 16:00 | Lekić 9                 | (15–14) | Maslova 9               | ÉRD Aréna, Érd Asistență: 1900 Arbitri: Brunner, Salah |
| 16 martie 2024 16:00 | 5×                      | Raport  | 6× 1×                   | ÉRD Aréna, Érd Asistență: 1900 Arbitri: Brunner, Salah |

| 16 martie 2024 18:00 | RK Krim Mercator | 24 – 30 | CSM București | Arena Stožice, Ljubljana Asistență: 5230 Arbitri: Merz, Kuttler |
| 16 martie 2024 18:00 | Dmitrieva 7      | (12–18) | Neagu 9       | Arena Stožice, Ljubljana Asistență: 5230 Arbitri: Merz, Kuttler |
| 16 martie 2024 18:00 | 6×               | Raport  | 2× 1×         | Arena Stožice, Ljubljana Asistență: 5230 Arbitri: Merz, Kuttler |

| 17 martie 2024 14:00 | DVSC Schaeffler | 28 – 29 | Vipers Kristiansand | Hódos Imre Rendezvénycsarnok, Debrețin Asistență: 2000 Arbitri: Lovin, Stancu |
| 17 martie 2024 14:00 | Szabó 6         | (16–16) | Abbingh 13          | Hódos Imre Rendezvénycsarnok, Debrețin Asistență: 2000 Arbitri: Lovin, Stancu |
| 17 martie 2024 14:00 | 5× 2×           | Raport  | 5× 2×               | Hódos Imre Rendezvénycsarnok, Debrețin Asistență: 2000 Arbitri: Lovin, Stancu |

| 17 martie 2024 16:00 | SG BBM Bietigheim | 29 – 27 | Ikast Håndbold | MHP Arena, Ludwigsburg Asistență: 1723 Arbitri: Barysas, Petrušis |
| 17 martie 2024 16:00 | X. Smits 8        | (13–14) | Bakkerud 7     | MHP Arena, Ludwigsburg Asistență: 1723 Arbitri: Barysas, Petrušis |
| 17 martie 2024 16:00 | 2× 1×             | Raport  | 4×             | MHP Arena, Ludwigsburg Asistență: 1723 Arbitri: Barysas, Petrušis |

| 23 martie 2024 18:00 | Vipers Kristiansand | 27 – 27 | DVSC Schaeffler | Aquarama, Kristiansand Asistență: 1721 Arbitri: Gasmi, Gasmi |
| 23 martie 2024 18:00 | Viahireva 10        | (10–15) | Szabó 8         | Aquarama, Kristiansand Asistență: 1721 Arbitri: Gasmi, Gasmi |
| 23 martie 2024 18:00 | 3× 1×               | Raport  | 2× 1×           | Aquarama, Kristiansand Asistență: 1721 Arbitri: Gasmi, Gasmi |

| 24 martie 2024 14:00 | Ikast Håndbold | 31 – 31 | SG BBM Bietigheim | IBF Arena, Ikast Asistență: 2010 Arbitri: Braseth, Sundet |
| 24 martie 2024 14:00 | Jeřábková 7    | (13–18) | Döll, X. Smits 6  | IBF Arena, Ikast Asistență: 2010 Arbitri: Braseth, Sundet |
| 24 martie 2024 14:00 | 2× 1×          | Raport  | 3×                | IBF Arena, Ikast Asistență: 2010 Arbitri: Braseth, Sundet |

| 24 martie 2024 17:00 | CSM București | 30 – 24 | RK Krim Mercator | Sala Polivalentă, București Asistență: 4500 Arbitri: Vujačić, Kažanegra |
| 24 martie 2024 17:00 | Neagu 7       | (14–13) | Radičević 6      | Sala Polivalentă, București Asistență: 4500 Arbitri: Vujačić, Kažanegra |
| 24 martie 2024 17:00 | 3×            | Raport  | 3×               | Sala Polivalentă, București Asistență: 4500 Arbitri: Vujačić, Kažanegra |

| 24 martie 2024 18:00 | Brest Bretagne Handball | 26 – 31 | FTC-Rail Cargo Hungaria | Brest Arena, Brest Asistență: 4000 Arbitri: Kurtagić, Wetterwik |
| 24 martie 2024 18:00 | Maslova 7               | (12–16) | Malestein 10            | Brest Arena, Brest Asistență: 4000 Arbitri: Kurtagić, Wetterwik |
| 24 martie 2024 18:00 |                         | Raport  | 4× 1×                   | Brest Arena, Brest Asistență: 4000 Arbitri: Kurtagić, Wetterwik |

## Sferturile de finală

### Tablou
| Echipa 1                | Scor gen. | Echipa 2          | Tur   | Retur |
| ----------------------- | --------- | ----------------- | ----- | ----- |
| Vipers Kristiansand     | 49 – 54   | Győri Audi ETO KC | 23–30 | 26–24 |
| CSM București           | 47 – 56   | Metz Handball     | 24–27 | 23–29 |
| SG BBM Bietigheim       | 60 – 58   | Odense Håndbold   | 30–26 | 30–32 |
| FTC-Rail Cargo Hungaria | 49 – 55   | Team Esbjerg      | 25–26 | 24–29 |

### Partide
| 27 aprilie 2024 16:00 | FTC-Rail Cargo Hungaria | 25 – 26 | Team Esbjerg | ÉRD Aréna, Érd Asistență: 2000 Arbitri: Backović, Palačković |
| 27 aprilie 2024 16:00 | Lekić 7                 | (11–13) | Reistad 10   | ÉRD Aréna, Érd Asistență: 2000 Arbitri: Backović, Palačković |
| 27 aprilie 2024 16:00 | 3× 1×                   | Raport  | 3×           | ÉRD Aréna, Érd Asistență: 2000 Arbitri: Backović, Palačković |

| 27 aprilie 2024 18:00 | Vipers Kristiansand | 23 – 30 | Győri Audi ETO KC | Aquarama, Kristiansand Asistență: 2000 Arbitri: Konjičanin, Konjičanin |
| 27 aprilie 2024 18:00 | Tchaptchet Defo 5   | (9–15)  | Gros 6            | Aquarama, Kristiansand Asistență: 2000 Arbitri: Konjičanin, Konjičanin |
| 27 aprilie 2024 18:00 | 3×                  | Raport  | 5× 1×             | Aquarama, Kristiansand Asistență: 2000 Arbitri: Konjičanin, Konjičanin |

| 28 aprilie 2024 14:00 | SG BBM Bietigheim | 30 – 26 | Odense Håndbold | MHP Arena, Ludwigsburg Asistență: 2417 Arbitri: Praštalo, Balvan |
| 28 aprilie 2024 14:00 | Döll 8            | (15–12) | Hansen 6        | MHP Arena, Ludwigsburg Asistență: 2417 Arbitri: Praštalo, Balvan |
| 28 aprilie 2024 14:00 | 4× 2×             | Raport  | 2× 1×           | MHP Arena, Ludwigsburg Asistență: 2417 Arbitri: Praštalo, Balvan |

| 28 aprilie 2024 17:00 | CSM București | 24 – 27 | Metz Handball                   | Sala Polivalentă, București Asistență: 5000 Arbitri: Doicinov, Gorețov |
| 28 aprilie 2024 17:00 | Neagu 9       | (14–15) | Bouktit, Jørgensen, Valentini 7 | Sala Polivalentă, București Asistență: 5000 Arbitri: Doicinov, Gorețov |
| 28 aprilie 2024 17:00 | 2× 1×         | Raport  | 4×                              | Sala Polivalentă, București Asistență: 5000 Arbitri: Doicinov, Gorețov |

| 4 mai 2024 16:00 | Metz Handball | 29 – 23 | CSM București | Les Arènes de Metz, Metz Asistență: 4935 Arbitri: Antić, Jakovljević |
| 4 mai 2024 16:00 | Grijseels 7   | (15–14) | Neagu 6       | Les Arènes de Metz, Metz Asistență: 4935 Arbitri: Antić, Jakovljević |
| 4 mai 2024 16:00 | 4×            | Raport  | 3× 2×         | Les Arènes de Metz, Metz Asistență: 4935 Arbitri: Antić, Jakovljević |

| 4 mai 2024 18:00 | Győri Audi ETO KC | 24 – 26 | Vipers Kristiansand | Audi Aréna, Győr Asistență: 5209 Arbitri: Jurinović, Mrvica |
| 4 mai 2024 18:00 | Gros 6            | (15–17) | Roberts 8           | Audi Aréna, Győr Asistență: 5209 Arbitri: Jurinović, Mrvica |
| 4 mai 2024 18:00 | 3×                | Raport  | 3×                  | Audi Aréna, Győr Asistență: 5209 Arbitri: Jurinović, Mrvica |

| 5 mai 2024 14:00 | Odense Håndbold | 32 – 30 | SG BBM Bietigheim  | Sydbank Arena, Odense Asistență: 2253 Arbitri: Weijmans, Wolbertus |
| 5 mai 2024 14:00 | Hansen 7        | (17–16) | Dulfer, X. Smits 7 | Sydbank Arena, Odense Asistență: 2253 Arbitri: Weijmans, Wolbertus |
| 5 mai 2024 14:00 | 2×              | Raport  | 2×                 | Sydbank Arena, Odense Asistență: 2253 Arbitri: Weijmans, Wolbertus |

| 5 mai 2024 16:00 | Team Esbjerg      | 29 – 24 | FTC-Rail Cargo Hungaria | Blue Water Dokken, Esbjerg Asistență: 3143 Arbitri: Carmaux, Mursch |
| 5 mai 2024 16:00 | Solberg-Isaksen 6 | (17–10) | Klujber 8               | Blue Water Dokken, Esbjerg Asistență: 3143 Arbitri: Carmaux, Mursch |
| 5 mai 2024 16:00 | 2×                | Raport  | 3× 1×                   | Blue Water Dokken, Esbjerg Asistență: 3143 Arbitri: Carmaux, Mursch |

## Final four
Câștigătoarele sferturilor de finală s-au calificat în turneul Final four. Acesta a fost găzduit de sala MVM Dome din Budapesta, Ungaria, pe 1 și 2 iunie 2024. Tragerea la sorți pentru distribuția echipelor în semifinale a avut loc pe 7 mai 2024, începând cu ora 17:00 CEST.

### Echipele calificate
- SG BBM Bietigheim
- Team Esbjerg
- Győri Audi ETO KC
- Metz Handball

### Tablou
|  | Semifinalele Sala MVM Dome, Budapesta | Semifinalele Sala MVM Dome, Budapesta |                   |    | Finala Sala MVM Dome, Budapesta | Finala Sala MVM Dome, Budapesta |
|  |                                       |                                       |                   |    |                                 |                                 |
|  | 1 iunie 2024                          |                                       |                   |    |                                 |                                 |
|  |                                       |                                       |                   |    |                                 |                                 |
|  | Team Esbjerg                          | 23                                    |                   |    |                                 |                                 |
|  | Team Esbjerg                          | 23                                    | 2 iunie 2024      |    |                                 |                                 |
|  | Győri Audi ETO KC                     | 24                                    |                   |    |                                 |                                 |
|  | Győri Audi ETO KC                     | 24                                    | Győri Audi ETO KC | 30 |                                 |                                 |
|  | 1 iunie 2024                          |                                       | Győri Audi ETO KC | 30 |                                 |                                 |
|  |                                       | SG BBM Bietigheim                     | 24                |    |                                 |                                 |
|  | Metz Handball                         | SG BBM Bietigheim                     | 24                | 29 |                                 |                                 |
|  | Metz Handball                         |                                       |                   | 29 |                                 |                                 |
|  | SG BBM Bietigheim                     | 36                                    |                   |    |                                 |                                 |
|  | SG BBM Bietigheim                     | 36                                    | Finala mică       |    |                                 |                                 |
|  |                                       |                                       |                   |    |                                 |                                 |
|  | 2 iunie 2024                          |                                       |                   |    |                                 |                                 |
|  |                                       |                                       |                   |    |                                 |                                 |
|  | Team Esbjerg                          | 37                                    |                   |    |                                 |                                 |
|  | Team Esbjerg                          | 37                                    |                   |    |                                 |                                 |
|  | Metz Handball                         | 33                                    |                   |    |                                 |                                 |

### Semifinalele
| 1 iunie 2024 15:00 | Team Esbjerg | 23 – 24 | Győri Audi ETO KC | MVM Dome, Budapesta Asistență: 13300 Arbitri: Braseth, Sundet |
| 1 iunie 2024 15:00 | Mørk 6       | (9–13)  | Nze Minko 6       | MVM Dome, Budapesta Asistență: 13300 Arbitri: Braseth, Sundet |
| 1 iunie 2024 15:00 | 3× 1×        | Raport  | 4× 1×             | MVM Dome, Budapesta Asistență: 13300 Arbitri: Braseth, Sundet |

| 1 iunie 2024 18:00 | Metz Handball                | 29 – 36 | SG BBM Bietigheim | MVM Dome, Budapesta Asistență: 12800 Arbitri: Vujačić, Kažanegra |
| 1 iunie 2024 18:00 | Burgaard Vinter, Valentini 5 | (15–14) | X. Smits 9        | MVM Dome, Budapesta Asistență: 12800 Arbitri: Vujačić, Kažanegra |
| 1 iunie 2024 18:00 | 5× 1×                        | Raport  | 2×                | MVM Dome, Budapesta Asistență: 12800 Arbitri: Vujačić, Kažanegra |

### Finala mică
| 2 iunie 2024 15:00 | Team Esbjerg     | 37 – 33 | Metz Handball | MVM Dome, Budapesta Asistență: 14200 Arbitri: Weijmans, Wolbertus |
| 2 iunie 2024 15:00 | Mørk, Reistad 13 | (18–18) | Grijseels 10  | MVM Dome, Budapesta Asistență: 14200 Arbitri: Weijmans, Wolbertus |
| 2 iunie 2024 15:00 | 4× 2×            | Raport  | 3× 1×         | MVM Dome, Budapesta Asistență: 14200 Arbitri: Weijmans, Wolbertus |

### Finala
| 2 iunie 2024 18:00 | Győri Audi ETO KC     | 30 – 24 | SG BBM Bietigheim | MVM Dome, Budapesta Asistență: 18500 Arbitri: Lovin, Stancu |
| 2 iunie 2024 18:00 | Brattset Dale, Gros 6 | (17–12) | Hvenfelt 5        | MVM Dome, Budapesta Asistență: 18500 Arbitri: Lovin, Stancu |
| 2 iunie 2024 18:00 | 5× 2×                 | Raport  | 2×                | MVM Dome, Budapesta Asistență: 18500 Arbitri: Lovin, Stancu |